# Tanlay
 Tanlay  es una comuna y población de Francia, en la región de Borgoña, departamento de Yonne, en el distrito de Avallon y cantón de Cruzy-le-Châtel.
Su población en el censo de 1999 era de 1.172 habitantes. Incluye dos communes associées : Saint-Vinnemer (288 hab.) y Commissey (226 hab.).
Está integrada en la Communauté de communes du Tonnerrois.

## Demografía
| 1040 | 1182 | 1190 | 1195 | 1105 | 1172 |
| Para los censos de 1962 a 1999 la población legal corresponde a la población sin duplicidades (Fuente: INSEE [Consultar]) |      |      |      |      |      |